# محوطه سریمه ۰۶۰
محوطه سریمه ۰۶۰ مربوط به دوره عیلامیان است و در شهرستان شوشتر، روستای سریمه واقع شده و این اثر در تاریخ ۵ آذر ۱۳۸۰ با شمارهٔ ثبت ۴۲۷۶ به‌عنوان یکی از آثار ملی ایران به ثبت رسیده است.